# Dick Garrett
Eldo Garrett, detto Dick (Centralia, 31 gennaio 1947), è un ex cestista statunitense, professionista nella NBA.

## Carriera
Venne selezionato dai Los Angeles Lakers al secondo giro del Draft NBA 1969 (27ª scelta assoluta).

## Statistiche

### NBA

#### Regular season
| Anno      | Squadra         | PG  | PT | MP   | TC%  | 3P% | TL%  | RP  | AP  | PRP | SP  | PP   |
| --------- | --------------- | --- | -- | ---- | ---- | --- | ---- | --- | --- | --- | --- | ---- |
| 1969-1970 | L.A. Lakers     | 73  | -  | 31,8 | 43,4 | -   | 85,2 | 3,2 | 2,5 | -   | -   | 11,6 |
| 1970-1971 | Buffalo Braves  | 75  | -  | 31,7 | 41,4 | -   | 86,9 | 3,9 | 3,5 | -   | -   | 12,9 |
| 1971-1972 | Buffalo Braves  | 73  | -  | 26,1 | 44,2 | -   | 86,6 | 3,1 | 2,3 | -   | -   | 10,8 |
| 1972-1973 | Buffalo Braves  | 78  | -  | 23,1 | 41,9 | -   | 87,3 | 2,7 | 2,8 | -   | -   | 10,0 |
| 1973-1974 | N.Y. Knicks     | 25  | -  | 9,6  | 35,2 | -   | 76,9 | 1,0 | 0,6 | 0,3 | 0,0 | 3,0  |
| 1973-1974 | Milwaukee Bucks | 15  | -  | 5,8  | 31,4 | -   | 83,3 | 0,9 | 0,6 | 0,2 | 0,0 | 1,8  |
| Carriera  | Carriera        | 339 | -  | 25,7 | 42,3 | -   | 86,3 | 3,0 | 2,5 | 0,3 | 0,0 | 10,3 |

#### Play-off
| Anno     | Squadra         | PG | PT | MP   | TC%  | 3P% | TL%  | RP  | AP  | PRP | SP  | PP   |
| -------- | --------------- | -- | -- | ---- | ---- | --- | ---- | --- | --- | --- | --- | ---- |
| 1970     | L.A. Lakers     | 18 | -  | 33,1 | 51,0 | -   | 87,5 | 2,9 | 2,2 | -   | -   | 12,8 |
| 1974     | Milwaukee Bucks | 8  | -  | 5,8  | 28,6 | -   | 50,0 | 0,4 | 0,9 | 0,3 | 0,0 | 0,8  |
| Carriera | Carriera        | 26 | -  | 24,7 | 50,2 | -   | 83,3 | 2,1 | 0,8 | 0,3 | 0,0 | 9,1  |

## Palmarès
- NBA All-Rookie First Team (1970)